# 斎藤暁文
斎藤 暁文（さいとう きょうぶん、安政6年5月27日（1859年6月27日） - 昭和9年（1934年）9月7日）は、明治時代から昭和時代にかけての浮世絵師。

## 来歴
歌川芳輝及び河鍋暁斎の門人。名は金治または金之丞。後に宮川、真下と改名、静現斎真春、一蘭斎輝重、惺々文真、惺々暁文と号す。真下宗八、ツ子（つね）の四男として、上野国群馬郡岩鼻村矢中邑（現・群馬県高崎市矢中町）に生まれる。一説に菊池容斎の画系に属していたともいわれる。まず明治3年（1870年）か明治4年（1871年）頃、13歳の時、狩野派の狩野浄現斎文春の門人になったが、入門後、3・4年ほどした明治7年（1874年）に師の文春が没してしまった。その後、明治10年（1877年）から明治15年（1882年）頃、高崎新町の浮世絵師、歌川芳輝の門に入って、一蘭斎輝重と号し、明治15年頃から半年ほど、雪洲とも称していた。そして、明治15年頃、東京へ出て暁斎に師事、惺々文真と号した。この頃から文真は旅に出て一ヶ所に留まることがなかったといわれる。しかし、明治18年（1885年）、一旦、郷里に帰り、高崎市嘉多町に住む宮川ツヤに婿入りし、一女フミが生まれるが、翌明治19年（1886年）4月に離婚、娘フミは、叔母の宮川トセが引き取ったが2歳で死亡した。この時、暁文は真下の籍に戻っている。なお、惺々文真から惺々暁文という号に改めたのは、明治30年（1897年）のことであった。
一方、明治26年（1893年）に大類村柴崎に住む斎藤カクの婿養子になっていた暁文の弟、佐平が一男一女をもうけていたが、明治33年（1900年）に死去してしまったため、暁文がこの佐平の家族を養うつもりであったのか、翌明治34年（1901年）11月、佐平の未亡人斎藤カクと結婚、斎藤の姓をなのる。その後、暁文には三男一女が生まれ、全員で八人という大家族となった。ところが、大正3年（1914年）、長女のヨシが嫁いだ後、大正12年（1923年）に妻カクが死去すると、相次いで三男四男は死亡。長男の一夫は結婚し、二児を得たが、子を残して離婚、その子も相次ぎ死去してしまった。このように暁文は次々に家族を失ってしまい、一時はトシという女性と同棲していたが、昭和3年（1928年）、トシが新潟に里帰りすると、既に古希を迎えていた暁文は矢中の真下家に戻り、斎藤姓から真下姓に復帰している。また、高崎市若松町の光明寺23世住職智明和尚と親交が深く、大正末期から昭和初期にかけて同寺に他の画家仲間と長逗留することが多かったという。「魚籃観音」の掛け軸がかなり良い状態で本堂に残っている。
暁文は、明治34年（1901年）10月に開催された第11回日本絵画協会、第6回日本美術院連合絵画共進会に「急雨山水」、「白牡丹雀」を出品、明治35年（1902年）10月に開催された第13回日本絵画協会　第8回日本美術院　連合絵画共進会に「勧業山水」、「釈迦殺生」、「阿弥陀漁猟」双幅の3点を出品しているが、どちらも褒状は取れなかった。その後、明治40年（1907年）の大類村農会における「品評会」に作品を出品、感謝状を得ている。また、大正6年（1917年）5月に行われた維新五十年記念博覧会にて「月下楊貴妃」が進歩二等賞銀牌を受賞、同年7月、第18回全国特産品博覧会にて「漢信之図」が妙技三等賞牌を得た。大正11年（1922年）5月、北備毎日新聞創立五箇年記念全国美術大展覧会にて感謝状を得、大正14年（1925年）9月の青森開港三百年記念　国産奨励勧業博覧会にて褒賞を得、さらに昭和5年（1930年）4月の関東川越市美術絵画展覧会に「月下ノ虎」を出品、褒状二等を得た。享年76。墓所は高崎市の泉蔵寺。法名は法覚院観蓮暁文居士。

## 作品
- 「墨合戦図」 絹本淡彩 大正8年 河鍋暁斎記念美術館所蔵
- 「不動明王図」 肉筆 真下善司所蔵
- 「命を得た達磨図」 肉筆 真下善司所蔵
- 「高砂図」 大正15年（1926年） 肉筆 真下善司所蔵
- 「観音図」 肉筆 真下善司所蔵
- 「柳下楊貴妃図」 肉筆 真下善司所蔵
- 「柳下美人図屏風」 昭和8年（1933年） 肉筆 真下善司所蔵
- 「鯉魚上白衣観音図」 昭和7年（1932年） 肉筆 真下善司所蔵

## 参考図書
- 河鍋暁斎翁伝 飯島虚心、ぺりかん社、1984年
- 暁斎 第66号 河鍋暁斎記念美術館、2000年
- 暁斎 第83号 河鍋暁斎記念美術館、2004年